# Chamaeleo bitaeniatus
Chamaeleo bitaeniatus är en ödleart som beskrevs av  Fischer 1884. Chamaeleo bitaeniatus ingår i släktet Chamaeleo och familjen kameleonter. Inga underarter finns listade i Catalogue of Life.